# Peter Van den Bossche (personage)
Peter Van den Bossche is een personage in de VTM-televisieserie Familie. Het personage werd gespeeld door de acteurs Erik Goossens (1991-1995) en Gunther Levi (1999-2022).
Peter is de zoon van Guido Van den Bossche en Marie-Rose De Putter. Hij heeft een zus Veronique en – zo blijkt veel later in het verhaal – een halfzus Amélie.
In 1995 werd het personage uit de serie geschreven. Ondanks dat hij volgens de verhaallijn was overleden, keerde het personage in 1999 weer terug, maar nu vertolkt door Levi.
In 2021 werden zowel Levi als actrice Martine Jonckheere – die de rol van Peters moeder Marie-Rose De Putter vertolkte – ontslagen. Het aangekondigde vertrek van het personage Peter leidde tot een storm van protest onder de fans. In 2022 kwamen beide personages uiteindelijk aan een tragisch einde in een woningbrand. Volgens Levi wisten de schrijvers niet meer goed welke richting ze op moesten met het personage Peter en hebben ze daarom gekozen voor een abrupt einde.
In 2024 hernam Levi echter kort de rol van Peter en was het personage opnieuw te zien in de Familie-webserie Het ware gelaat van Joris. Deze serie toont de gebeurtenissen die voorafgingen aan de woningbrand. Ook wordt duidelijk dat zijn aartsvijand Bert Van den Bossche rechtstreeks verantwoordelijk was voor zijn dood.